# كريستيان مونيوث (لاعب كرة قدم)
كريستيان مونيوث (بالإسبانية: Cristián Fernando Muñoz)‏ هو لاعب كرة قدم أرجنتيني في مركز حراسة المرمى، ولد في 1 يوليو 1977 في مدينة جونين، مقاطعة بوينس آيرس في الأرجنتين. شارك مع منتخب الأرجنتين تحت 20 سنة لكرة القدم. أما مع النوادي، فقد لعب مع بوكا جونيورز وتاليريس كوردوبا وكولو-كولو ولوس أنديس وهواتشيباتو.

## وصلات خارجية
- كريستيان مونيوث على موقع الاتحاد الدولي (مؤرشف)  (الإنجليزية)
- كريستيان مونيوث على موقع قاعدة بيانات كرة القدم.إي يو (الإنجليزية)
- كريستيان مونيوث على موقع Soccerway.com (الإنجليزية)
- كريستيان مونيوث على موقع عالم كرة القدم.نت (الإنجليزية)
- كريستيان مونيوث على موقع AS.com (الإسبانية)